# Grandia II
Grandia II là trò chơi điện tử nhập vai do Game Arts phát triển và phát hành cho hệ máy Dreamcast. Đây là phiên bản thứ hai trong dòng trò chơi Grandia, trò chơi đã phát hành vào ngày 03 tháng 8 năm 2000 tại Nhật Bản. Việc phát hành ra thị trường quốc tế được thực hiện từ ngày 06 tháng 12 năm 2000 do Ubisoft đảm nhiệm. Phiên bản cho các hệ PlayStation 2 và máy tính cá nhân cũng đã được thực hiện và phát hành vào năm 2002 và sau đó độc quyền cho Microsoft Windows ở Bắc Mỹ và Châu Âu vào cuối năm đó. Một bản chuyển đổi nâng cao dựa trên phiên bản Dreamcast và mang tên Grandia II Anniversary Edition đã được phát hành vào ngày 24 tháng 8 năm 2015 trên Steam và GOG.com. Bản làm lại độ nét cao của trò chơi đã được phát hành ở Bắc Mỹ và Châu Âu vào ngày 16 tháng 8 năm 2019, cùng với một bản gốc, dành cho Nintendo Switch; bản cập nhật liên quan Anniversary Edition cho Windows PC được phát hành vào ngày 15 tháng 10 năm 2019. GungHo Online Entertainment đã làm rõ rằng bản phát hành phiên bản làm lại tại Nhật Bản sẽ theo sau trong tương lai.
Trò chơi nhận được nhiều đánh giá tích cực kể cả tại Nhật Bản và thị trường quốc tế cho phiên bản trên hệ Dreamcast. Còn phiên bản với các hệ khác thì thường được xem là kém hơn, do việc chuyển đổi phiên bản giữa các hệ máy từ hệ máy chính mà trò chơi được đặc biệt phát triển cho, thường không được hoàn hảo.

## Tổng quan
Bối cảnh lấy thời điểm hàng ngàn năm sau cuộc chiến giữa Granas và Valmar hai vị thần ánh sáng và bóng tối. Trận chiến này đã phá hủy hầu hết thế giới và để lại những vết sẹo trên hành tinh hình thành từ sức mạnh của cả hai vị thần. Cốt truyện xoay quanh một lính đánh thuê tên Ryudo người nhận hợp đồng bảo vệ một cô gái người có giọng hát có thể làm yếu đi các sinh vật bóng tối và làm những người xung quanh vững tin hơn từ một ngôi làng đến thánh địa của Granas. Trên đường đi cả hai chiến đấu với vô số quái vật cũng như có thêm các thành viên khác gia nhập vào chuyến hành trình. Trên đường đi nhóm bắt đầu hiểu rõ hơn về lịch sử của cả thế giới và nó không giống với những gì mà họ từng biết. Thần bóng tối cũng đang trỗi dậy và nhóm phiêu lưu sẽ phải ngăn chặn việc đó bằng việc tập hợp các phần cơ thể của Valmar lại để tránh việc chúng tìm đường nhập vào cơ thể chính. Ngoài việc chiến đấu thì tại các thị trấn mà các nhân vật đến đều có các quán trọ để dừng chân và tại đó các nhân vật trò chuyện với nhau khi dùng bữa để người chơi hiểu rõ hơn lai lịch các nhân vật cũng như những gì đang xảy ra trên thế giới.

## Phát triển
Grandia II được phát triển bởi hầu hết nhân viên đã từng tham gia phát triển Grandia như việc soạn nhạc được đảm nhiệm bởi Iwadare Noriyuki nhưng trò chơi được thiết kế với phong cách "trưởng thành" hơn phiên bản trước cũng như được phát triển trên môi trường hoàn toàn 3D. Trò chơi đã phát hành vào ngày 03 tháng 8 năm 2000 tại Nhật Bản.
Sau khi phát hành trên hệ Dreamcast thì phiên bản cho hệ PlayStation 2 và máy tính cá nhân cũng bắt đầu được thực hiện. Trên hệ PS2 thì thiết kế khung cảnh và nhân vật ít chi tiết hơn DC. Dù vậy đồ họa của phiên bản này vẫn có xu hướng bị giật và chậm lại khi đến các vùng có nhiều chi tiết. Còn phiên bản trên hệ máy tính thì có lỗi ở phần thực hiện phép thuật của Millenia các đoạn phim chỉ hiển hiện lên một đoạn ngắn sau đó đứng hình không hiện hết phim nhưng vẫn có thể chơi tiếp khi phép thuật được thực hiện xong chứ không phải treo luôn trò chơi.

## Truyền thông

### Sách
Một cuốn sách hướng dẫn giới thiệu các nhân vật và bản đồ của tất cả các khu vực trong trò chơi có tên Grandia 2 Official Guide Book (グランディア2 オフィシャルガイドブック) đã phát hành vào tháng 8 năm 2000.
Một cuốn sách hướng dẫn khác có tên Grandia 2 Kōshiki Kōryaku Guide (グランディア2 公式攻略ガイド) hướng dẫn tất cả những gì cần biết về hệ thống chiến đấu cùng tất cả các thông tin về quái vật và những cách chiến đấu hiệu quả chống lại các sinh vật này đã phát hành vào tháng 8 năm 2000.
Một cuốn sách tô màu có tựa Grandia 2 Kōshiki Settei Shiryōshū (グランディア2 公式設定資料集) đã phát hành vào tháng 4 năm 2001.
Hai cuốn sách hướng dẫn cho phiên bản hệ PS2 có tên Grandia 2 Official Guide Book Kaichōban (グランディア2 オフィシャルガイドブック 改訂版) và Grandia 2 Kōshiki Kōryaku Guide (グランディア2 公式攻略ガイド) đã phát hành vào tháng 3 năm 2002. Hai cuốn này khá giống với hai cuốn phát hành trước đó.

### Light novel
Dengeki Bunko đã phát hành một loạt light novel gồm hai tập do Īno Fumihiko viết và Kanoe Youshi minh họa trong tháng 10 năm 2000.
Īno Fumihiko và Kanoe Youshi cũng thực hiện một tập light novel khác có tựa Grandia 2 Katami no Medaru (グランディアII 形見のメダル) và Famitsu Bunko đã phát hành vào tháng 11 năm 2000.

### Manga
MediaWorks đã phát hành một tuyển tập manga có tựa Grandia 2 Kōshiki Comic Fan Book (グランディア2 公式コミックファンブック) vào tháng 9 năm 2000.
Enix (nay là Square Enix) cũng đã phát hành một tuyển tập vào tháng 11 năm 2000.

### Âm nhạc
TWOFIVE đã phát hành hai album chứa các bản nhạc dùng trong trò chơi có tên Grandia II ~Deus~ và Grandia II ~Povo~ vào ngày 08 tháng 9 năm 2000.

## Đón nhận

### Phiên bản Dreamcast
Phiên bản gốc trên hệ Dreamcast đã nhận được nhiều đánh giá tích cực trong lần ra mắt tại Nhật Bản, tạp chí Dreamcast Magazine đã cho trò chơi 9.75/10 còn tạp chí Famitsu Weekly thì cho điểm là 35/40 cùng danh hiệu Bạch kim của ban biên tập. Famitsu DC thì đánh giá trò chơi là 26/30 dự trên ba bài đánh giá. Mặc dù được đón nhận tốt, doanh số của trò chơi vẫn tương đối thấp trong khu vực, với ước tính 184.863 bản đã được bán ra.
Phiên bản quốc tế của trò chơi đã nhận được đánh giá tích cực áp đảo với Metacritic đánh giá trò chơi là 90/100, GameRankings đánh giá là 88.81%, tạp chí GamePro đã nhận xét "Thiết lập vững chắc, hình ảnh tuyệt đẹp, hệ thống điều khiển tuyệt vời và hệ thống chiến đấu sáng tạo." nhưng thêm nhận xét là kịch bản quá tuyến tính. GameSpot đã nhận xét trò chơi là "Mặc dù các bản đồ trong phiên bản Grandia đầu có nhiều câu đố cùng cách giải quyết khác nhau như Grandia II thì lại quá tuyến tính" và kết luận là "Trò chơi đặc tính nhập vai... ngay cả khi nó không có chiều sâu như phiên bản đầu." IGN thì cho trò chơi danh hiệu Bình chọn của ban biên tập và gọi trò chơi là "Chuẩn mực" của hệ Dreamcast với hệ thống chiến đấu "Được cho là tiên tiến nhất hiện nay" chỉ có đều là cốt truyện hơi rọc khuôn và có thể dự đoán trước. Eurogamer thì đánh giá là cốt truyện và cách chơi hỗ trợ cho nhau và gọi trò chơi là "Trò chơi nhập vai hay nhất trên hệ Dreamcast tại châu Âu" và "ủng hộ mạnh" cũng như "Trò chơi rất khó để phân biệt" khi thấy trò chơi làm cho tên gọi trò chơi nhập vai là quá chung chung. Tạp chí Electronic Gaming Monthly đã đánh giá trò chơi là 9/10 cùng Danh hiệu vàng.
Francesca Reyes của Next Generation đã đánh giá phiên bản Dreamcast bốn trên năm sao.

### Phiên bản PlayStation 2 PC
Bản phát hành lại PlayStation 2 của Grandia II năm 2002 có doanh số bán hàng thấp hơn so với phiên bản Dreamcast ở Nhật Bản, bán được khoảng 42.060 bản trong tháng đầu tiên. Ở Bắc Mỹ và Châu Âu, trò chơi chủ yếu nhận được đánh giá thấp hơn so với bản gốc, với nhiều tạp chí nhận xét về những thiếu sót kỹ thuật của việc chuyển sang hệ máy mới. Electronic Gaming Monthly nói rằng phiên bản này thua kém nhiều so với bản gốc như việc tụt khung hình, màu sắc và chất lượng hình ảnh và nhận xét "Hình ảnh tệ hại một cách đáng ngạc nhiên là thật sự làm hỏng một tựa trò chơi tuyệt vời". GamePro thì thấy những thiếu sót chuyển đổi là phần lớn là không đáng kể và nói "Trò chơi vẫn giữ cấu trúc của riêng mình nhưng trên nền PlayStation 2 nơi có nhiều tựa trò chơi kỳ ảo" nên "Hoàn toàn bị che mờ bởi Final Fantasy X". IGN thì vẫn đánh giá phiên bản này là "Tốt" và là một trong những game nhập vai hàng đầu cho các hệ vào thời điểm đó nhưng cũng nói là "Sức ép và thời gian của việc chuyển đổi" cũng như sự xuất hiện của nhiều trò chơi nổi bật khác trong thời gian này khiến cho sự hấp dẫn của phiên bản này bị pha loãng. GameSpot thì nói rằng ai thật sự chưa chơi phiên bản gốc trên Dreamcast thì phiên bản này "Rất đáng để chơi".
Giống như phiên bản PlayStation 2, bản phát hành PC của Grandia II  đã nhận được phản hồi kém hơn nhiều so với phiên bản Dreamcast từ các nhà phê bình. Đánh giá trò chơi theo hướng trò chơi PC thì IGN thì đánh giá "Đây không giống một RPG dành cho PC, nó sáng sủa, mềm mại, sặc sỡ và không thực sự có chiều sâu" nhưng cũng nói là "Vẫn rất thú vị để chơi vì nó khác với hầu hết các trò chơi nhập vai ảm đạm và nặng nề." GameSpot cũng nói rằng trò chơi trên hệ này sẽ rất khó thu hút được sự quan tâm của những người đam mê các trò chơi nhập vai theo kiểu phương Tây với phong cách anime chắc chắn sẽ không thể làm người đang chờ một phiên bản Baldur's Gate II mới vừa lòng nhưng Grandia II rất đáng để chơi nếu người chơi đam mê các trò chơi nhập vai Nhật Bản, hoặc không cần quan tâm đến đặc điểm đó.